# Cerkev Marijinega vnebovzetja, Čatež
Cerkev Marijinega vnebovzetja na Čatežu je znana romarska cerkev, ki se nahaja na 543 m visokem hribu Zaplaz [záplaz]. Je podružnična cerkev Župnije Čatež - Zaplaz in škofijsko romarsko središče Škofije Novo mesto. Znana je tudi kot zadnje počivališče slovenskega mučenca, blaženega Lojzeta Grozdeta, katerega relikvije se nahajajo v oltarju v desni stranski kapeli.
Cerkev ima kar dva oltarja, ki sta posvečena Mariji Pomočnici kristjanov – glavnega in v levi stranski kapeli, vendar kljub temu nosi ime po Marijinem vnebovzetju.

## Zgodovina

### Čudež
Zgodovina romanj na Zaplazu se pričenja s čudežem, ko je neki pobožni mož šel na hrib sekat kole. Takrat je bil hrib še ves poraščen z grmovjem. Na vrhu hriba je sredi grmovja našel kip Matere Božje z Detetom Jezusom in ga vesel odnesel domov ter spravil v skrinjo. Drugi dan najde še en enak kip na istem mestu na hribu in tudi tega odnese domov. Tretji dan se zgodi isto, in ko skuša zdaj že tretjega spraviti k prvima dvema, ugotovi, da je skrinja prazna. Od domačih nihče ne ve, da bi kipa kdo vzel ali prestavil, zato tretjega zaznamuje s posebnim znakom in ga ponovno položi v skrinjo. Ko gre spet sekat kole, najde kakor v prejšnjih primerih kip na svojem mestu, le da ima to pot njegovo znamenje. Tedaj spozna, da se dogaja nekaj čudežnega. Iz vej postavi nekakšen šotor in vanj postavi kip in hodi gor molit. Čez čas pa mu hudo zboli žena pri porodu. Priporoči jo Materi Božji, katere kip je našel, in žena nenadoma ozdravi. Novica se hitro raznese po okoliških krajih in ljudje začnejo trumoma romati k znamenju na Zaplaz.
Ena izmed zgodb pripoveduje, da je mati med spanjem zadušila otroka, vendar možu iz strahu ni nič povedala, da je otrok mrtev. Pregovorila je moža, da sta romala na Zaplaz in možu je bilo med potjo čudno, kako da je otrok ves čas tiho, vendar mu je mati samo rekla, da otrok pač spi. Pri šotoru pa je mati dete položila na oltarček in šla dvakrat po kolenih okoli, vendar se še ni zgodilo nič. Ko pa je šla tretjič, je dete zajokalo. Šele tedaj je povedala možu, kaj se je zgodilo in zakaj sta šla na Zaplaz.

### Prve kapelice
Šotor iz vej se je počasi podrl in ključar čateške cerkve je na tem mestu postavil križ. To je bilo v času cesarja Jožefa II., ki je ukinjal romarske poti, češ da so praznoverje, zato so omenjenega ključarja zaprli. Kljub vsemu so še pred letom 1808 sezidali prvo kapelico. Za časa Napoleonove okupacije so romanja normalno živela, po obnovi avstrijske oblasti pa se je spet začelo zatiranje. V tem času so kapelico nekajkrat podrli, vendar je vsakokrat bila obnovljena in gosposki nikoli ni uspelo dognati, kdo jo je obnovil, kakor pravi poročilo iz leta 1825. Zadnja kapela pred izgradnjo cerkve je bila velika 4 x 6 metre, imela je zvonik, vendar brez zvona, pokrita pa je bila s skodlami. Za steklom se je nahajal Marijin kip, odet v svileno krilo.

### Prva cerkev
Ker so romanja postala čedalje bolj množična, se je čateški župnik Matija Košak odločil, da sezida cerkev. Vendar so mu z odredbo z dne 17. maja 1839 zagrozili, da na Čatežu ne bo birme, če ne poskrbi za odpravo Božje poti. Leta 1845 je prišel birmovat knezoškof Anton Alojzij Wolf, ki naj bi obenem tudi posvetil župnijsko cerkev sv. Mihaela. Prepričal se je, da se na Zaplazu ne godijo nikakršna praznoverja in ko je kmalu na to župnik Košak ponovno zaprosil za dovoljenje, so mu gradnjo cerkve odobrili.
Cerkev je zgradil severovzhodno od kapele. Bila je brez zvonika, imela pa je kor za pevce. Dokončana je bila leta 1848. V letih 1850–1851 jo je poslikal Franz Kurz zum Thurn und Goldenstein z Marijinimi motivi. Leta 1855, za časa župnika Jurija Kobeta, jo je posvetil trebanjski dekan Jože Rozman. Cerkev je postajala čedalje bolj tesna za vse številčnejše romarje, zato se je župnik Jože Gregorič odločil, da jo razširi. Prezidava, ki se je začela leta 1866, je potekala dolgo in je bila v arhitekturnem smislu bolj kot ne sad improvizacij. Cerkev je bila dolga 30 metrov, višina do strehe pa je znašala 4 metre. Ob prezbiteriju sta stala dva ne prav visoka zvonika.

### Sedanja cerkev
3. julija 1902 je prišel na Čatež za župnika Hinko Povše, ki si je zadal za nalogo sezidati novo dostojno cerkev in se nemudoma lotil dela. Štiri leta so zbirali gradbeni material, nakar so 24. junija 1906 začeli podirati staro cerkev. Pustili so samo zid prezbiterija, ki so ga povišali in obokali. To leto so cerkev zgradili do vrha, naslednje leto, 1907, pa so jo pokrili. Glavni oltar s čudežno podobo iz stare cerkve se prenesli v stransko kapelo in naredili nov oltar z novo podobo. Leta 1912 so bile narejene nove klopi. 14. oktobra 1917 je cerkev posvetil škof Anton Bonaventura Jeglič. V letih 1925–1926 sta bila pozidana še oba zvonika.
Med drugo svetovno vojno sta bila hrib in cerkev priča kar 27 vojaškim napadom. Najhujša sta bila spomladi in jeseni leta 1943, še zlasti 11. oktobra, ko je na hrib z okolico padlo kar 760 granat. Odmetavala so jih letala, zlasti pa nemški topovi iz Trebnjega. Nekatere sicer niso eksplodirale, druge pa so naredile v cerkvi in okolici veliko škode. Povsod je bilo vse polno jam, zelo prizadeta pa je bila tudi cerkev. Močno je bil poškodovan zvonik, ki se je že nagibal. Kljub vsem tem poškodbam bogoslužje v cerkvi ni prenehalo. Obnova se je začela po vojni, ko so najprej odstranili leseni strop in ga nadomestili z drugim – začasnim. Razbita stekla so odstranili in okna zasilno zaprli. Pokrpati je bilo treba tudi omet in zidove prepleskati.

### Škofijsko romarsko svetišče
Po ustanovitvi Škofije Novo mesto 7. aprila 2006 je kmalu nastopilo vprašanje, katero romarsko cerkev naj škofija razglasi za svoje glavno romarsko svetišče. Na območju škofije se nahaja vsaj 10 Marijinih romarskih cerkva. Čeprav so nekatere starejše in tudi lepše, so izbrali cerkev na Zaplazu. Pri tem je bila odločilna dostopnost z avtobusi in prostorske možnosti glede parkiranja, prav tako pa tudi dejstvo, da je sama cerkev dovolj prostorna za večje število vernikov. Cerkev je bila uradno razglašena za škofijsko romarsko svetišče 1. marca 2008, 4. maja tega leta pa je bila slovesna razglasitev.
Oktobra 2008 se je začela temeljita obnova cerkve. Dotrajan lesen strop je bil v celoti zamenjan z novim, ki je kasetiran. Pri tem je bilo potrebno z betonom ojačali oboke in zidove. Leta 2009 so začeli obnavljati fasado in zvonika, kar so dokončali leta 2010. Ker je imela cerkev dva zelo majhna zakristijska prostora, so pripravili načrte za prizidek. 24. oktobra 2010 je novomeški škof Andrej Glavan po slovesni maši blagoslovil temeljni kamen nove zakristije in večnamenskega prostora, objekt pa je bil dokončan aprila 2011. V njegovem pritličnem delu se nahajajo velika zakristija, romarski urad, spovednica za gluhe in sanitarije, v kletnih prostorih pa večnamenska dvorana za 50 romarjev, skladišče za stole in kurilnica. Hkrati je bila urejena tudi okolica cerkve, pri čemer so nekoliko znižali plato pred cerkvijo. Pozimi 2010 so v cerkvi začeli urejati Grozdetovo kapelo in jo dokončali v začetku maja 2011.
27. maja 2011, slabo leto po beatifikaciji mučenca Lojzeta Grozdeta in na njegov prvi svetniški god, so v cerkev prinesli njegove relikvije in jih naslednji dan, 28. maja, ob slovesni sveti maši apostolskega nuncija Juliusza Janusza položili v stranski oltar, ki je posvečen Grozdetu. Za kraj poslednjega Grozdetovega groba je bilo sicer v igri več cerkva, med drugim kripta novomeške stolnice, cerkev sv. Ruperta v Šentrupertu, v bližini katere je bil na pokopališču do tedaj Grozde pokopan, in Grozdetova domača župnijska cerkev Sv. Trojice v Tržišču. Naposled je bila zaradi bližine s Šentrupertom in zaradi statusa osrednjega romarskega kraja škofije izbrana zaplaška cerkev.
27. maja 2015, ob 70. obletnici konca druge svetovne vojne, so blagoslovili spomenik sprave, ki se nahaja pred cerkvijo – velik križ kot znamenje odrešenja. Pod njim stoji posoda z zemljo iz 31 krajev. Na kamniti plošči so zapisana imena krajev, ki so predstavljali morišča žrtev.

## Arhitektura
V tlorisu cerkev sestavljajo pravokotna ladja s stranskima kapelama, ravno zaključen prezbiterij in zvonika, postavljena ob ladijskem pročelju. Zunanjščino v neorenesančnem slogu zgrajene cerkve zaznamuje členitev s pilastri z jonskimi kapiteli in profiliranimi venčnimi zidci ter poudarjena rustika, med katero se vrivajo visoka polkrožna okna. Glavno pročelje in fasadi kapel so s trikotnimi čeli in pilastri oblikovani po vzoru antičnih templjev in slavolokov.
Notranjščina cerkve se ponaša s prostorno, višinsko poudarjeno ladjo, prekrito s kasetiranim lesenim stropom. Stene bogatijo pilastri z geometričnimi kapiteli, ki nosijo polkrožne oproge. Pravi zidan obok vidimo le v prezbiteriju, in sicer v križno grebenasti različici.

## Oprema

### Oltarji
Glavni oltar je narejen po načrtu Franca Avsca, župnika v Podkumu in konservatorja, po vzoru tamkajšnjega tabernaklja. Marijin kip so napravili v Grödnu na Južnem Tirolskem. Obdan je z bogato figuraliko žarkov, oblakov in puttov.
Levi stranski oltar svetega Jožefa vsebuje ob strani še kipa svete Lucije in svete Katarine.
Desni stranski oltar svetega Roka vsebuje tudi kipa svetega Karla Boromejskega in svetega Antona Puščavnika.
Kapela Marije Pomočnice kristjanov z oltarjem vsebuje izvirni kip, ki je znan iz zgodbe o čudežu na Zaplazu. Oltar je bil leta 2017 narejen na novo. Ob osrednjem kipu se nahajata še kipa svete Ane in svetega Joahima.
Kapela blaženega Lojzeta Grozdeta z oltarjem je bila urejena med zimo 2010 in majem 2011 po načrtih arhitektov prof. dr. Jožeta in njegovega sina Matije Marinka. Oltar je kamnit in je postavljen na sredino, v njem pa se nahaja lesen sarkofag z Grozdetovimi relikvijami. Za oltarjem se nahaja konkavna stena z mozaikom, ki ga je postavil p. Marko Ivan Rupnik s svojimi sodelavci 4. in 5 maja 2011. Na njem je upodobljen Kristus Vsevladar v nebeški slavi, desno od njega Lojze Grozde s palmovo vejico v roki in ob njem sveti Janez Krstnik kot tisti, ki je pokazal na Kristusa. Na levi strani stojita Mati Božja in levo od nje skrivnostna žena, ki je brez svetniškega sija in predstavlja katero izmed žena, ki so Grozdetu v življenju pomagale: njegovo mater Marijo ali teto Ivanko, ki je zanj skrbela po materini poroki. V ozadju mozaične stene, oziroma nad njo, je upodobljen polkrožni beli studenec, za katerega se zdi, kakor da teče za mozaikom do oltarja, v katerega spodnjem delu je narejen predor, skozi katerega teče naprej po stopnicah in se razliva v cerkev. Ta studenec po Rupnikovih besedah simbolizira Božjo milost, ki jo Bog po svojem služabniku – mučencu Grozdetu razliva na nas. Namreč, pri mučencu, ki ga je v ideološki obsedenosti narod sam ubil, je zelo pomembno videti, kako v svoji poveličanosti pripomore k ozdravljanju svojega naroda. Gre torej za zmago ljubezni nad maščevanjem.
- Glavni oltar s kipom Marije Pomočnice kristjanov.
- Levi stranski oltar s kipom Marije Pomočnice kristjanov. Vsebuje čudežni kip iz zgodbe o začetku romarske poti na Zaplazu.

### Vitraži
Vitraži v cerkveni ladji so delo Staneta Kregarja, dve okni v prezbiteriju pa sta delo njegovega učenca Boštjana Putriha iz leta 1978.
Barvno okno na koru je ustvaril Marko Jerman. V osrednjem delu prikazuje Marijino vnebovzetje skupaj s Sveto Trojico, poleg pa pomembne verske osebnosti iz novomeške škofije: misijonarja Friderika Barago in Ignacija Knobleharja na levi strani ter škofa Alojzija Šuštarja in Janeza Frančiška Gnidovca na desni strani. V spodnjem delu je upodobljen čudež s kipom Matere Božje na Zaplazu ter Lojze Grozde na levi in blažene drinske mučenke na desni strani.

### Orgle
Denar za ogle je darovala dobrotnica iz Švice, ki je po rodu Slovenka. Cerkev je bila tedaj edina od večjih romarskih svetišč v Sloveniji, ki še ni imela orgel, zato se je župnija odločila naročiti nove. Izdelal jih je orglarski mojster Anton Škrabl. V cerkvi so jih začeli postavljati 14. novembra 2016, slovesen blagoslov pa je opravil škof Andrej Glavan 23. aprila 2017.
Orgle so zasnovane na značilnostih francoskih romantičnih orgel in imajo mehansko in kombinirano registrsko trakturo. Imajo dva manuala in pedal, 29 registrov, ter sestojijo iz 1836 piščali, od katerih jih je 314 lesenih, druge pa so iz kositra in svinca.